# Unično
Unično este o localitate din comuna Hrastnik, Slovenia, cu o populație de 14 locuitori.